# Contea di Bledsoe
La contea di Bledsoe (in inglese Bledsoe County) è una contea dello Stato del Tennessee, negli Stati Uniti. La popolazione al censimento del 2000 era di 12 367 abitanti. Il capoluogo di contea è Pikeville.